# Vunena izolacija
Izolacija od vune izrađena je od vlakana od ovčje vune koja su ili mehanički povezana ili spojena pomoću između 5% i 20% recikliranog poliesterskog ljepila za oblikovanje izolacijskih šipki, valjaka i užadi. Izolacija od prirodne vune učinkovita je i za toplinsku i za zvučnu izolaciju. Vuna se često dobiva iz jeftinije crne vune u Velikoj Britaniji i Europi. Šišmiši se obično koriste u zidovima i stropovima zgrada od drvenih okvira, valjci se mogu prerezati prema veličini potkrovlja, a konopci se mogu koristiti između trupaca u kućicama od drveta. Izolaciju od prirodne vune treba razlikovati od izolacije od mineralne vune, koja se naziva i šljaka ili kamena vuna, koja podsjeća samo na vlakna od prirodne vune. Stvarno se proizvodi od kamena, šljake i drugih sirovina koje se tope i ulivaju u vlakna.
Ovčja vuna je prirodni, održiv, reciklirajući materijal koji je biorazgradiv i ima malo energije. Ne ugrožava zdravlje ljudi ili okoliša i ne zahtijeva zaštitu za ugradnju, za razliku od izolacije od stakloplastike. Vuna je visoko učinkovit izolacijski materijal koji ima bolje rezultate od svoje R vrijednosti jer može apsorbirati i oslobađati vlagu. Mongolski nomadi koristili su filcane i tkane jastučiće od ovčje vune kao izolacijski sloj na zidovima i podovima svojih stanova, zvani ger ili yurts. Upotreba vune za izolaciju počinje rasti u popularnosti. Već je popularna u Australiji koja proizvodi 55% svjetske sirove i prerađene vune kao i u Europi i Kanadi, a sve je jača u Sjedinjenim Državama

## Građevinska razmatranja
Izolacija od vune obično se isporučuje u kolutima od valova ili konopa različitih širina i debljina, ovisno o proizvođaču. Općenito, vuneni šišmiši imaju debljine od 50 mm (2 in) do 100 mm (4 in), širine od 400 mm (16 in) i 600 mm (24 inča), i duljine od 4000 mm (13 ft 4 in), 5000 mm (16 ft 8 inča), 6000 mm (20 ft) i 7200 mm (24 ft). Širine 16 in i 24 inča standardna su mjerenja između nosača u zidu okvira šipke. Većina proizvođača nudi i prilagođene veličine, a batine i užad se lako režu jednom na licu mjesta  
Izolacija od vune košta znatno više od uobičajene izolacije od stakloplastike, ali ne zahtijeva upotrebu zaštitnih rukavica i može imati znatno niže rizike za zdravlje kako za stanare zgrade, tako i za instalacijsku posadu. Može se koristiti na krovu, zidovima i podovima bilo koje vrste zgrada ako postoje prostori za postavljanje izolacije. Instalacija vunene izolacije vrlo je slična ugradnji konvencionalnih izolacijskih šipki; može se učvrstiti spajalicama ili može biti trenje, što uključuje rezanje izolacije malo veće od prostora koji zauzima, koristeći trenje da ga drži na mjestu. 

## Okolišna razmatranja
Ovce se više ne uzgajaju prvenstveno radi svoje vune; međutim, potrebno ih je obrezati godišnje kako bi se zaštitilo zdravlje životinje. [potrebno je] Neke vune koje se koriste za proizvodnju izolacije vuna se odbacuje kao otpad iz drugih industrija zbog svoje boje ili stupnja. Kao kontrolirani otpadni otpad ne može se odlagati dok ga ne očistite. Stoga se energetski trag pranja vune pripisuje stočarstvu u skladu s PAS2050. Postoje nekoliko primarnih okolišnih čimbenika koje je potrebno uzeti u obzir prilikom traženja izvora vune, poput načina na koji se jato tretira pesticidima, kemikalijama koje se koriste u obradi vune nakon šišanja te udaljenosti od izvora do izvora posljednje odredište. Ovce se često tretiraju insekticidom i fungicidom u procesu koji se naziva usitnjavanje. To ostavlja ostatak na runo i može dovesti do onečišćenja podzemne vode ako se koristi nepravilno. Ti se ostaci često isperu nakon što se runo iseče, ali to rezultira u tri nusprodukta: masti, tekućinama i mulju. Prva dva se mogu sigurno zbrinuti, ali treća sadrži ostatke pesticida koji izazivaju zabrinutost za odlaganje.  
Izolacija od ovčje vune često se tretira boraksom kako bi se poboljšale njezine otpornosti na vatru i otpornost na štetočine. Razina Boraxa je relativno niska, samo 4% suhe težine, iako kade za čišćenje imaju veće opterećenje od 8–9%.  Iskopavanje Boraxa koristi jednu od najčišćih dostupnih rudarskih tehnika ali boraksa se sve više stavlja u fokus kao sumnjivi reproduktivni toksin koji se dugi niz godina smatra relativno sigurnim; studije gutanja životinja u nekoliko vrsta, u velikim dozama, pokazuju da borati uzrokuju reproduktivne i razvojne učinke. Najznačajniji način izloženosti za ljude jest udisanje koje postavlja pitanja može li prašina izolacije od vune dovesti do značajne izloženosti ljudi, iako to vjerojatno neće imati tko osim profesionalnih ugrađivača. 
Postoje neke tvrtke koje koriste DE ( dijatomejska zemlja ) kao pesticid. Smatra se da je DE bezopasna i koristi se u hrani za životinje i životinje da bi ublažila parazite. DE ima nedostatak što se mora primijeniti u dva koraka kako bi bio učinkovit, a vunu treba ugraditi labavom.
Neke tvrtke koriste Thorlan IW (Kaliumfluorotitanat), koji odbija moljac. To je tretman na bazi titana koji ostaje s vlaknima tijekom cijelog razdoblja upotrebe. Thorlan IW nalazi se u registru kemijskih zakona Europske unije o certificiranim proizvodima. Gumena otopina se nanosi vruća i omogućava Thorlanovom premazu da ostane s proizvodom cijeli život.